# День піхоти
День піхоти Збройних Сил України — свято, що відзначається в Україні 6 травня.  З метою вшанування мужності та героїзму воїнів механізованих, мотопіхотних, гірсько-штурмових військових частин і підрозділів Сухопутних військ Збройних сил України, виявлених у боротьбі за свободу, незалежність та територіальну цілісність України, а також започаткування сучасних військових традицій.

## Історія

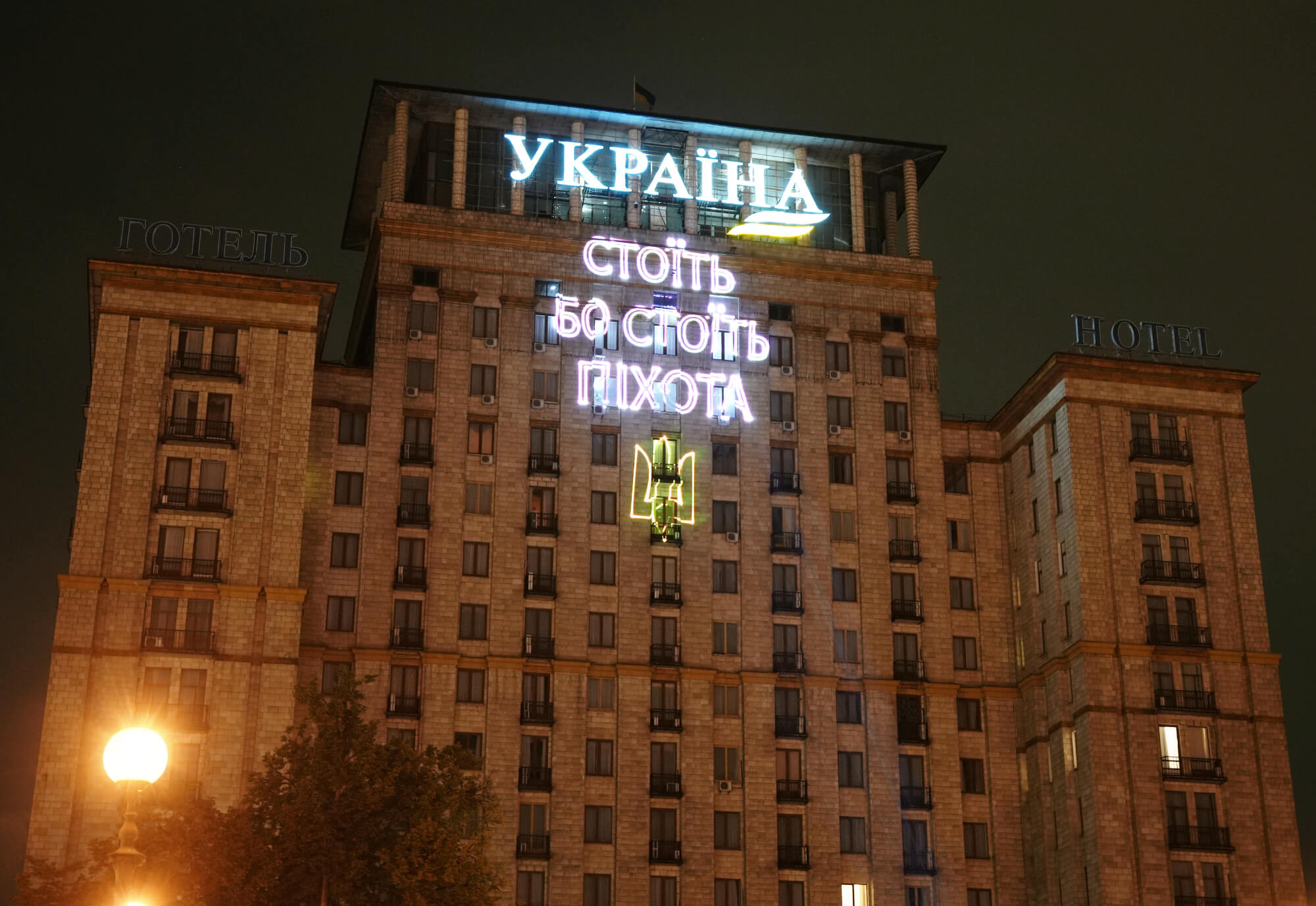
Подяка українським захисникам до Дня піхоти ЗСУ. Готель Україна, Київ, 6 травня 2025

Святкування започатковано 19 квітня 2019 року Президентом України Петром Порошенком з метою вшанування мужності та героїзму воїнів механізованих, мотопіхотних, гірсько-штурмових військових частин і підрозділів Сухопутних військ Збройних сил України, виявлених у боротьбі за свободу, незалежність та територіальну цілісність України, а також започаткування сучасних військових традицій.

## Пісні
- OT VINTA - Піхота